# Ichthybotus hudsoni
Ichthybotus hudsoni är en dagsländeart som först beskrevs av Mclachlan 1894.  Ichthybotus hudsoni ingår i släktet Ichthybotus och familjen sanddagsländor. Inga underarter finns listade i Catalogue of Life.